# Przekrój poprzeczny

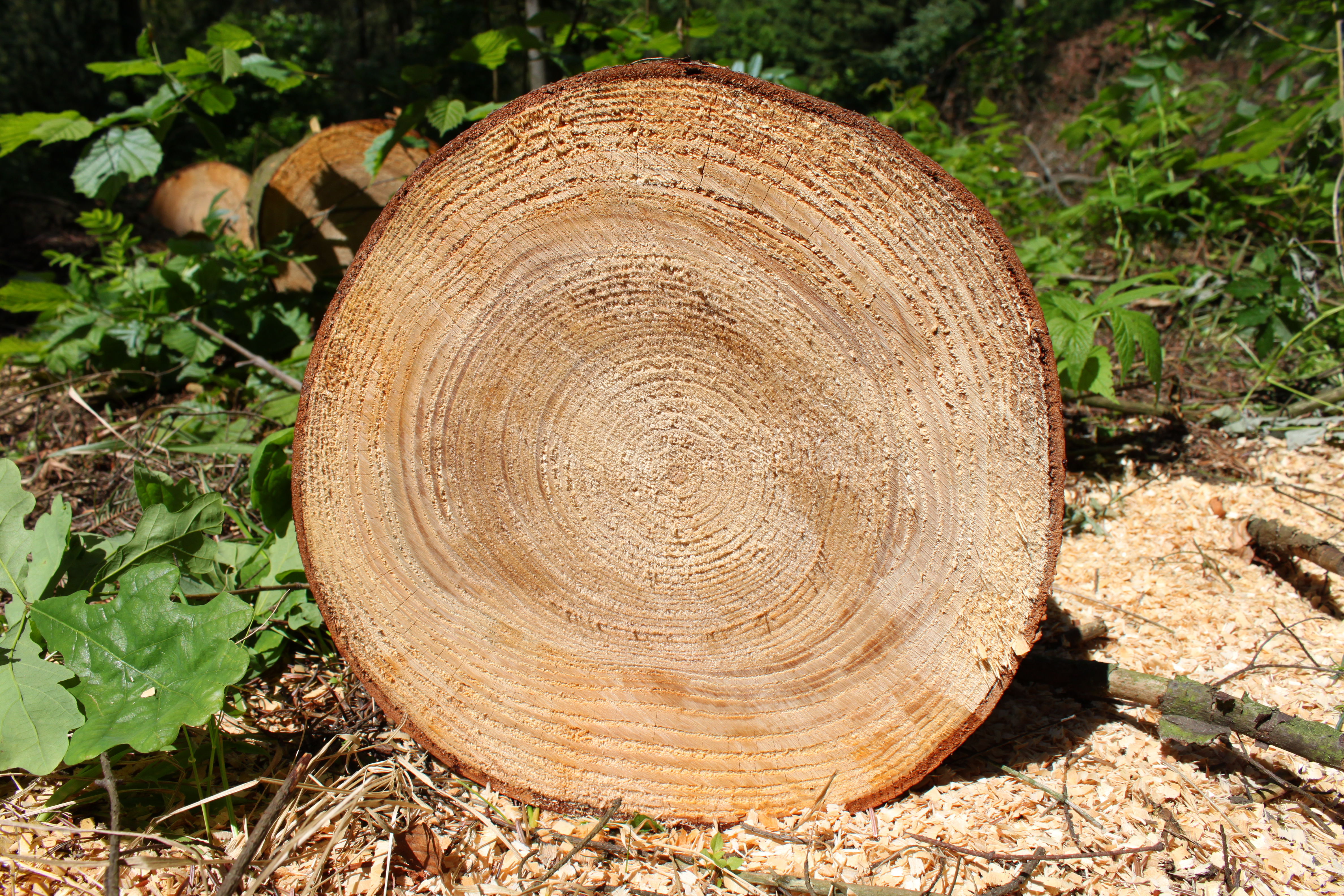
Przekrój poprzeczny pnia jodły

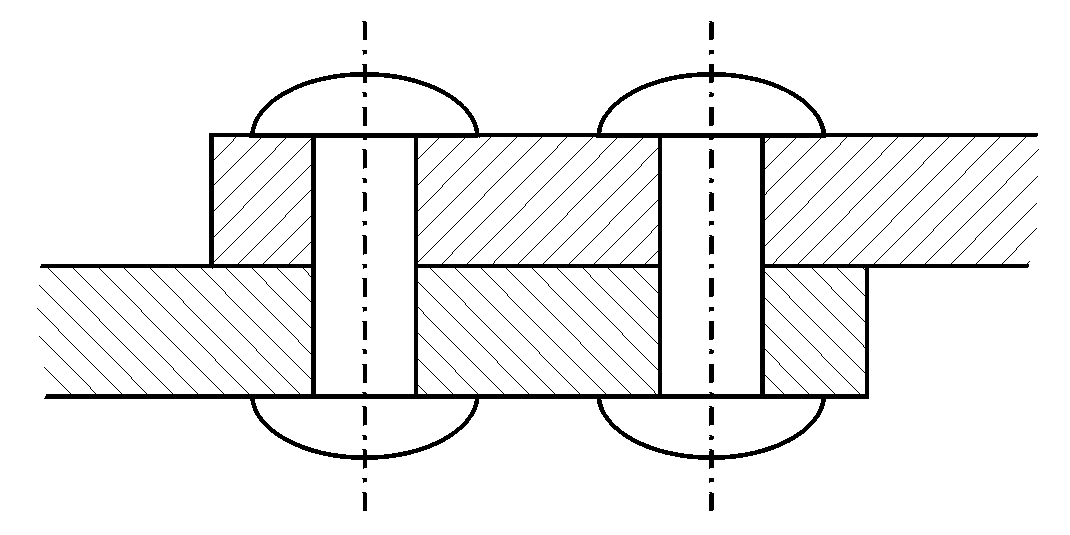
Przekrój podłużny połączenia nitowego

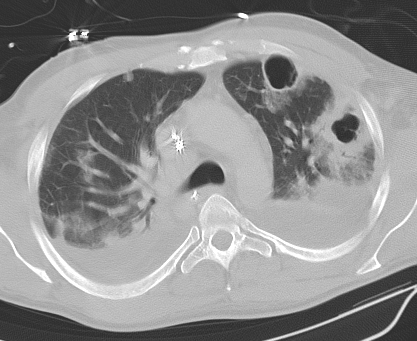
Tomograficzny przekrój klatki piersiowej

Przekrój poprzeczny – dwuwymiarowy (najczęściej płaski) przekrój ciała. Opisanie kształtu tego przekroju oraz określenie jego zmienności na długości przecinanego ciała (pręta), w pełni określa jego kształt. W najbardziej dosłownym znaczeniu przekrojem poprzecznym nazywamy obraz przedmiotu widziany po jego przecięciu, np. obraz słojów wewnątrz ściętego pnia drzewa.

## W mechanice
Patrz: przekroje poprzeczne.

## W geometrii
Przekrój poprzeczny lub po prostu przekrój jest to figura płaska będąca częścią wspólną trójwymiarowej bryły i płaszczyzny przecinającą tę bryłę.

## W technice
Stanowi jeden z ważniejszych elementów rysunku technicznego. 

## W medycynie

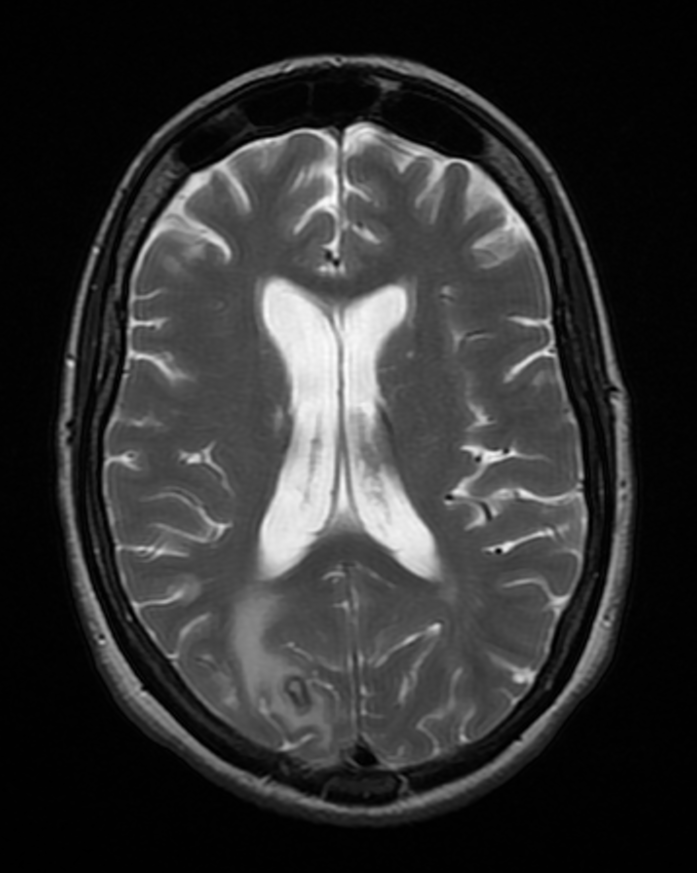
Przekrój poprzeczny obrazowania metodą rezonansu magnetycznego głowy. Uwidocznione mózgowie człowieka ze zmianami chorobowymi.

W celu dokładnego diagnozowania zmian w organizmie można zobrazować całą serię jego przekrojów poprzecznych przy pomocy promieni rentgenowskich - metoda ta nosi nazwę tomografii komputerowej (TK, CT). 
Spektroskopia magnetycznego rezonansu jądrowego (RM, MR, NMR, MRI) również wykorzystuje serię przekrojów poprzecznych, które pozwalają na wizualizację danych w formie obrazów, umożliwiających ich ocenę przez człowieka.